# Absolventensteuer
Eine Absolventensteuer ist eine vorgeschlagene Steuer, die Akademiker zu entrichten hätten. Sie böte eine Alternative der Hochschulfinanzierung zu traditionellen Steuern und Subventionen sowie Studiengebühren.
Über die Einführung einer Absolventensteuer wird unter anderem im Vereinigten Königreich und in Irland diskutiert.
In Deutschland befürwortet das Institut zur Zukunft der Arbeit (IZA) seit langem eine Absolventensteuer als Alternative zu Studiengebühren. Einem Modell zufolge sollte die Steuer erst ab einer bestimmten Einkommensschwelle erhoben werden und direkt den Einrichtungen zufließen, an denen der Betreffende studiert hat. So würden im Vergleich zu Studiengebühren nicht nur finanzielle Barrieren zur Aufnahme eines Hochschulstudiums abgebaut, sondern auch stärkere Anreize zur Verbesserung der Qualität der Lehre gesetzt.